# Ruellia curviflora
Ruellia curviflora é uma espécie de planta do gênero Ruellia e da família Acanthaceae. 

## Taxonomia
A espécie foi descrita em 1823 por Carl Friedrich Philipp von Martius e Christian Gottfried Daniel Nees von Esenbeck. 
O seguinte sinônimo já foi catalogado:  
- Arrhostoxylum curviflorum  (Nees & Mart.) Nees

## Forma de vida
É uma espécie terrícola e arbustiva. 

## Descrição
| Raiz                                | Raiz                                  |
| ----------------------------------- | ------------------------------------- |
| forma                               | axial                                 |
| Caule                               |                                       |
| conformação                         | ereto/decumbente                      |
| Sua inflorescência é                |                                       |
| tipo                                | cimeira axilar                        |
| bráctea e bractéola                 | presente                              |
| Flor                                |                                       |
| segmento do cálice                  | subigual                              |
| forma dos segmento do cálice        | espatulado/linear                     |
| cor da corola                       | lilás claro/lilás                     |
| porção mais expandida da corola     | mais longa que a porção mais estreita |
| forma da porção expandida da corola | obcônica/curvada                      |
| lobo da corola                      | patente/não revoluto                  |
| posição dos estames                 | incluso                               |
| Fruto                               |                                       |
| forma da cápsula                    | elíptica/oblonga                      |
| placenta unida cápsula rompente     | não                                   |
| Semente                             |                                       |
| número de sementes por fruto        | mais de 8                             |
| tricoma higroscópico                | desconhecida                          |

## Conservação
A espécie faz parte da Lista Vermelha das espécies ameaçadas do estado do Espírito Santo, no sudeste do Brasil. A lista foi publicada em 13 de junho de 2005 por intermédio do decreto estadual nº 1.499-R. 

## Distribuição
A espécie é encontrada nos estados brasileiros de Bahia e Espírito Santo. 
A espécie é encontrada no domínio fitogeográfico de Mata Atlântica, em regiões com vegetação de floresta ombrófila pluvial.